# P

Litera P scrisă cu fontul „School Script Dashed”.

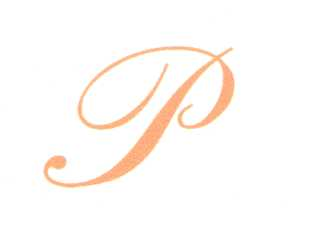
Majuscula P

Minuscula p

P (numită: /ˈpeː/ sau /ˈpɨ/) este a șaisprezecea literă din alfabetul latin și a nouăsprezecea din alfabetul limbii române. În limba română P notează o consoană oclusivă bilabială surdă.

## Istorie
| D21 |

| D21 |

## Alte reprezentări
| Alfabetul fonetic NATO | Codul Morse |
| Papa                   | ·––·        |

|                                                 |                     | {{{Braille}}} |
| Sistemul de semnalizare maritimă internațională | Alfabetul semaforic | Braille       |